# Pałac Butrymowiczów w Pińsku
Pałac Butrymowiczów (także: Mur; biał. Палац Бутрымовічаў) – pałac w Pińsku, należący do rodziny Butrymowiczów, zbudowany w II połowie XVIII wieku, obecnie zabytek położony przy ul. Lenina.

## Historia
Został zaprojektowany przez wileńskiego architekta Karola Schildhausa dla sędziego grodzkiego z Grodna i starosty pińskiego Mateusza Butrymowicza. W uroczystości wbudowania kamienia węgielnego wziął w 1784 udział wizytujący Polesie król Stanisław August Poniatowski. Budowę ukończono w 1790, na trzy lata przed zajęciem Pińska przez wojska rosyjskie.
Po śmierci Mateusza Butrymowicza pałac odziedziczyła jego córka Józefa zamężna z Michałem Ordą (ojcem Napoleona), później własność przeszła na Hortensję z Ordów zamężną Skirmuntt, po czym do lat trzydziestych XX wieku znajdowała się w rękach tej rodziny. 

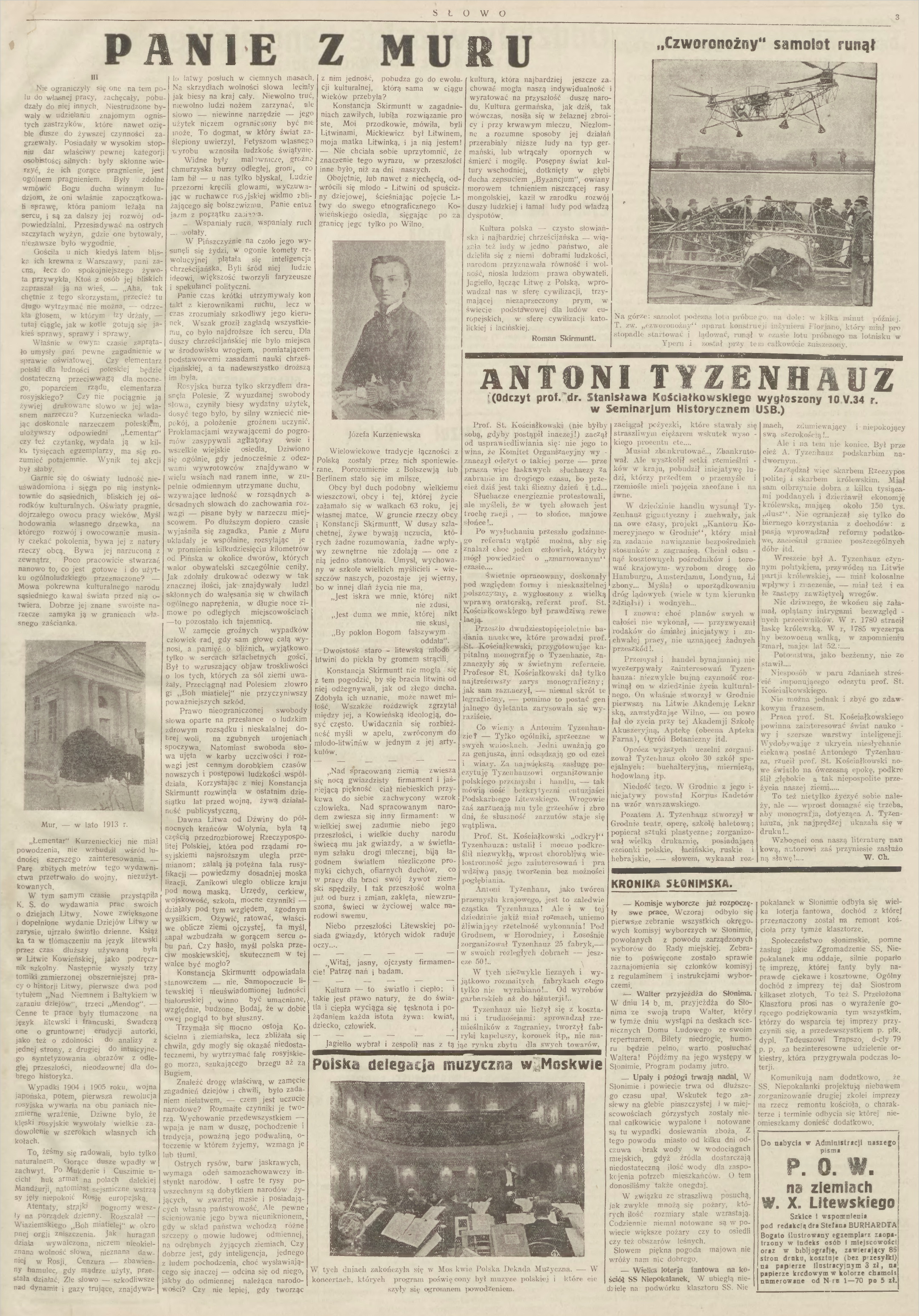
Artykuł Romana Skirmunta Panie z Muru w gazecie „Słowo” (Nr 127, 1934 r.)

Wnuczką Hortensji Skirmunttowej była znana publicystka kresowa Konstancja Skirmuntt. Zapisała ona pałac w testamencie lokalnym księżom, którzy przejęli go w 1933. Po II wojnie światowej w budynku znajdował się Dom Pionierów. W latach 2007–2009 obiekt przeszedł renowację i został uroczyście oddany do użytkowania.

## Galeria

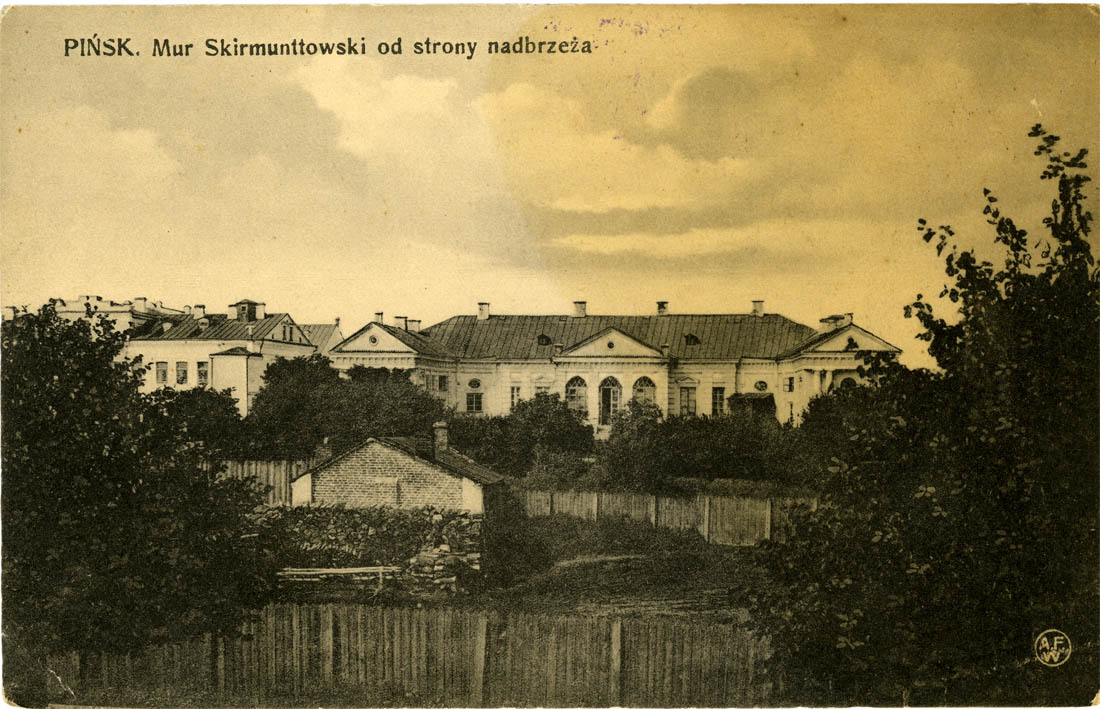
Pałac w 1910 roku
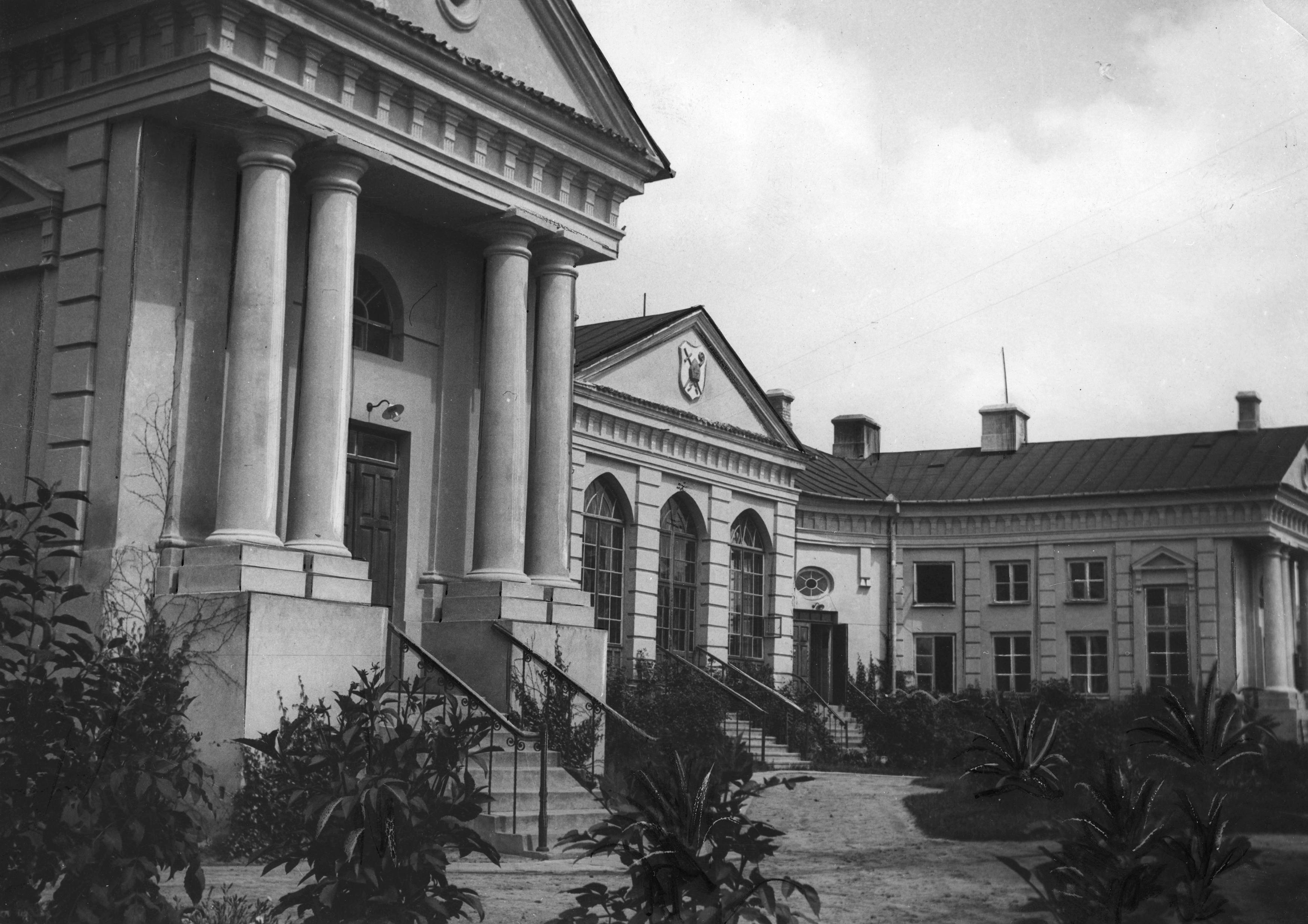
Pałac w latach 30. XX w.
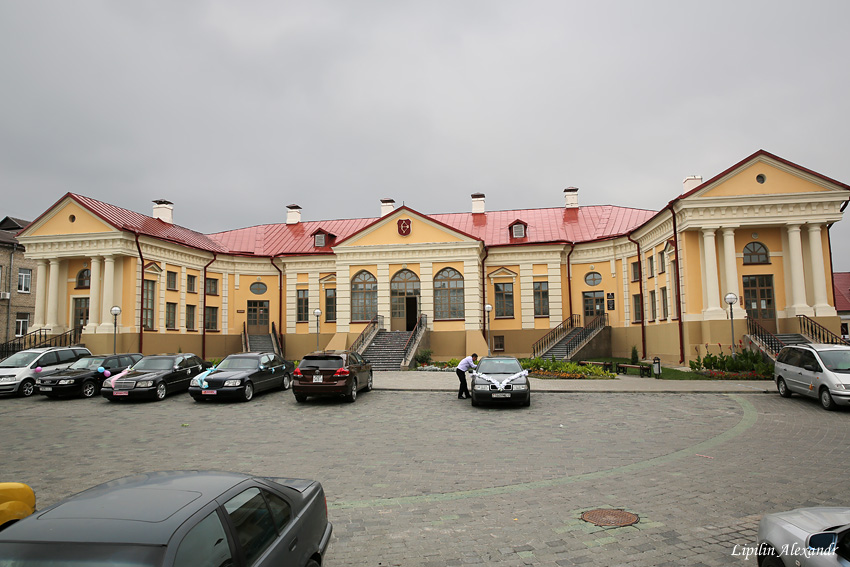
Fasada pałacu
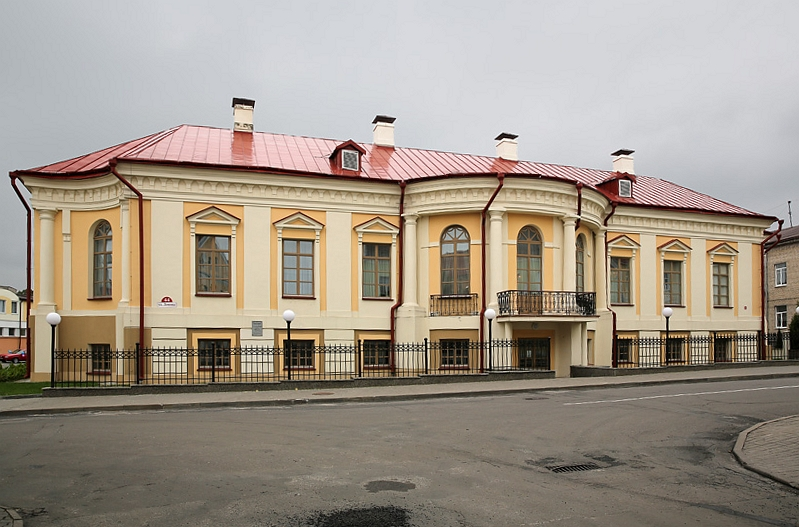
tył pałacu
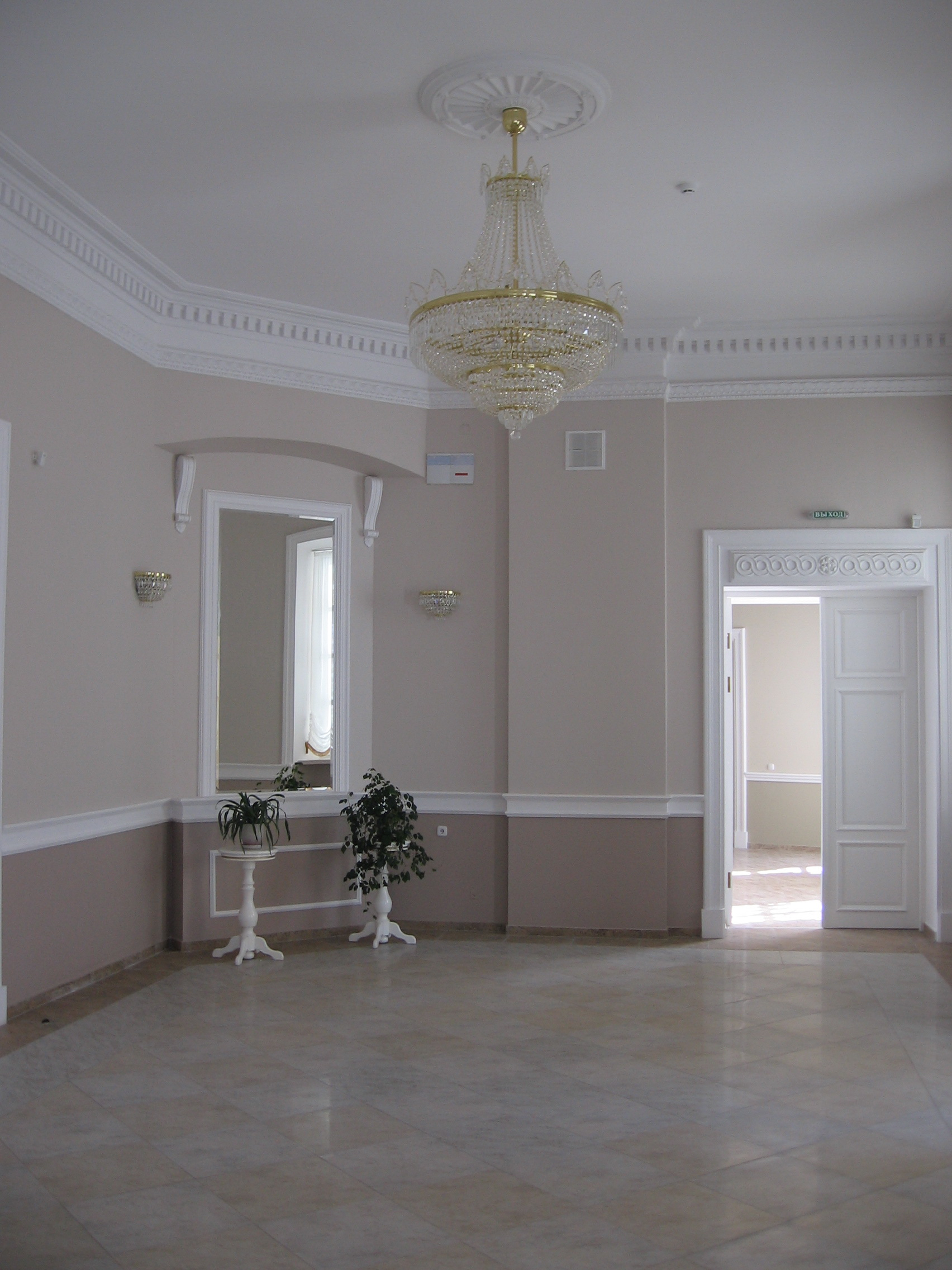
Wnętrze